# Talir
Talir je bio veliki srebreni novac, nazvan po mjestu Jáchymovu (njem. Joachimstal) u Češkoj, gdje se prvi put u Europi počeo kovati 1518. Zbog pada vrijednosti mala srebrenog novca, porasla je potreba za kovanjem većih nominala. Uz porast proizvodnje srebra i usavršavanja kovanja novca, moglo se pristupiti kovanju velikog srebrenog novca. Prvi takav novac počeo je kovati 1484. – 1486. u Tirolu nadvojvoda Sigismund. Novac je nazvan GULDENGROSĆHEN zato što je imao istu vrijednost kao i zlatni gulden.
Od 1518. grof Schlick u Jáchymovu počinje sistematski kovati srebrene guldene, koje su nazvali IOACHIMS-TALER ili samo TALER. Dobra čistoća srebra, masa od oko 27,20 grama, a kasnije 26,39 grama, i visok umjetnički domet, pridonijeli su da se talir prihvati u svim njemačkim zemljama, a također i u drugim, te da postane obrazac za kovanje slična novca.
Srebrni taliri kovali su se i u hrvatskim zemljama, a među prvima su bili oni kovani u Gvozdanskom, gdje je početkom 16. stoljeća rudnike, topionice, ljevaonice i kovnice posjedovao knez Nikola III. Zrinski.
U početku je talir imao vrijednost od 60, zatim 68 (Reichstaler), te nešto kasnije 72 krajcara. Od 1580. vrijednost mu je bila 90 krajcara.
Sadržaj srebra u njemu u raznim zemljama bio je različit. Godine 1857. utemeljen je monetarni savez južnonjemačkih zemalja, koji je za talir utvrdio jedinstvenu masu sa sadržajem čistog srebra od 16,67 grama. Novčanom reformom 1871. – 1873. vrijednost mu je izjednačena s 3 zlatne marke. Od toga doba počelo je njegovo povlačenje iz prometa. Konačno ukidanje talira nastupilo je 1907.
Naziv, malo izmijenjen, zadržo se u nazivu novca mnogih današnjih zemalja:
- Skandinavske zemlje – daaler, riksdaler
- Nizozemska – daalder
- Italija – tallero
- SAD – dollar